# Aaron le Grand de Karlin
Aaron ben Yaakov de Karlin (1736-1772), dit « Aaron le Grand », est le fondateur de la dynastie hassidique de Karlin-Stolin, auteur du célèbre chant du Shabbat Kah Ersoff (he).

## Éléments biographiques

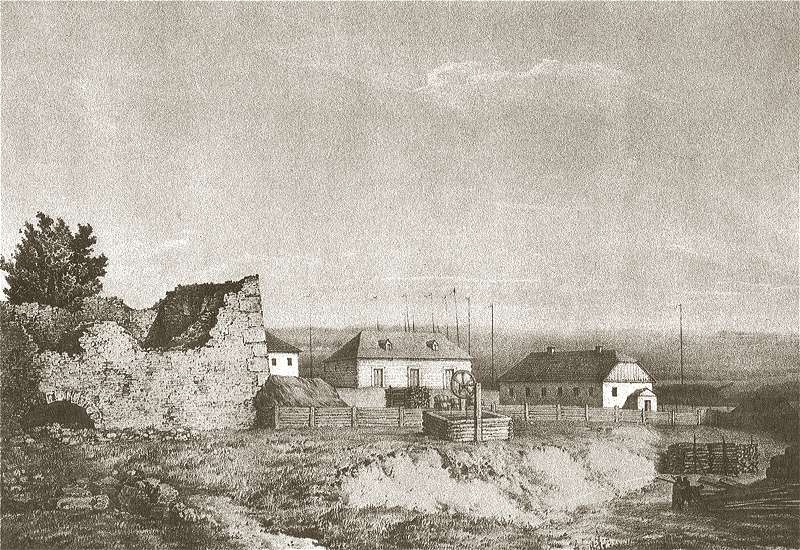
Karolin (Karlin), peinture de Napoleon Orda, c. 1877.

Aaron Le Grand de Karlin est un disciple du Maggid de Mezeritch. En 1762, il fonde des maisons de prière hassidiques à Karlin, un faubourg de Pinsk, et dans les villes de Minsk et de Vilna.
Son disciple le plus proche, Shlomo de Karlin, lui succède.